# Хинотега (департамент)
Хиноте́га (исп. Jinotega) — один из департаментов Никарагуа.

## География
Департамент находится в северной части Никарагуа. Площадь департамента составляет 9222,40 км², что делает его первым по площади департаментом страны (не учитывая автономных регионов). Численность населения составляет 417 372 человека (перепись 2012 года). Плотность населения — 45,26 чел./км². Административный центр — город Хинотега.
Граничит на юго-западе с департаментами Нуэва-Сеговия, Мадрис и Эстели, на юге с департаментом Матагальпа, на востоке с Северным Атлантическим регионом, на северо-западе с Гондурасом (по реке Рио-Коко).

## История
В истории Никарагуа находящийся в департаменте Хинотега город Сан-Рафаэль-дель-Норте сыграл особую роль. В нём в 1920-е—1930-е годы была штаб-квартира армии генерала Сандино, национального героя Никарагуа.

## Административное деление
В административном отношении территория департамента Хинотега подразделяется на 8 муниципалитетов:
1. Вивили
2. Ла-Конкордия
3. Сан-Рафаэль-дель-Норте
4. Сан-Себастьян-де-Яли
5. Сан-Хосе-де-Бокай
6. Санта-Мария-де-Пантасма
7. Хинотега
8. Эль-Куа